# Аліреза Карімі
Аліреза Карімі (перс. علیرضا کریمی ماچیانی; нар. 21 березня 1994, Кередж, остан Альборз) — іранський борець вільного стилю, дворазовий бронзовий призер чемпіонатів світу, триразовий чемпіон Азії, чемпіон Азійських ігор, чотириразовий володар Кубків світу, чемпіон світу, учасник Олімпійських ігор.

## Життєпис
Боротьбою почав займатися з 2005 року. Дворазовий (2010 та 2011 років) чемпіон Азії серед кадетів. У 2011 році став срібним призером чемпіонату світу серед кадетів. Чемпіон Азії 2013 року та чемпіон світу 2014 року серед юніорів.
Виступає за борцівський клуб Шафак, Кередж. Срібний призер 2016 року та чемпіон 2017 року клубного чемпіонат світу. Тренер — Мухамед Кермані.

## Спортивні результати на міжнародних змаганнях

### Виступи на Олімпіадах
| Змагання                    | Збірна | Вагова категорія          | Місце |
| --------------------------- | ------ | ------------------------- | ----- |
| Літні Олімпійські ігри 2016 | Іран   | вільна боротьба, до 86 кг | 7     |

### Виступи на Чемпіонатах світу
| Змагання                        | Збірна | Вагова категорія          | Місце  |
| ------------------------------- | ------ | ------------------------- | ------ |
| Чемпіонат світу з боротьби 2015 | Іран   | вільна боротьба, до 86 кг | Бронза |
| Чемпіонат світу з боротьби 2018 | Іран   | вільна боротьба, до 92 кг | Бронза |

### Виступи на Чемпіонатах Азії
| Змагання                       | Збірна | Вагова категорія          | Місце  |
| ------------------------------ | ------ | ------------------------- | ------ |
| Чемпіонат Азії з боротьби 2015 | Іран   | вільна боротьба, до 86 кг | Золото |
| Чемпіонат Азії з боротьби 2017 | Іран   | вільна боротьба, до 86 кг | Золото |
| Чемпіонат Азії з боротьби 2019 | Іран   | вільна боротьба, до 92 кг | Золото |

### Виступи на Азійських іграх
| Змагання           | Збірна | Вагова категорія          | Місце  |
| ------------------ | ------ | ------------------------- | ------ |
| Азійські ігри 2018 | Іран   | вільна боротьба, до 97 кг | Золото |

### Виступи на Кубках світу
| Змагання                    | Збірна | Вагова категорія          | Місце  |
| --------------------------- | ------ | ------------------------- | ------ |
| Кубок світу з боротьби 2014 | Іран   | вільна боротьба, до 86 кг | Золото |
| Кубок світу з боротьби 2015 | Іран   | вільна боротьба, до 86 кг | Золото |
| Кубок світу з боротьби 2016 | Іран   | вільна боротьба, до 86 кг | Золото |
| Кубок світу з боротьби 2017 | Іран   | вільна боротьба, до 86 кг | Золото |

### Виступи на інших змаганнях
| Змагання                                                  | Збірна | Вагова категорія          | Місце  |
| --------------------------------------------------------- | ------ | ------------------------- | ------ |
| Кубок Тахті 2013                                          | Іран   | вільна боротьба, до 84 кг | Бронза |
| Турнір Дмитра Коркіна 2013                                | Іран   | вільна боротьба, до 84 кг | Золото |
| Кубок Тахті 2014                                          | Іран   | вільна боротьба, до 86 кг | 5      |
| Турнір Яшара Догу 2014                                    | Іран   | вільна боротьба, до 86 кг | Бронза |
| Гран-прі Парижа з боротьби 2015                           | Іран   | вільна боротьба, до 86 кг | Золото |
| Кубок Тахті 2015                                          | Іран   | вільна боротьба, до 86 кг | Срібло |
| Турнір Степана Саргісяна 2015                             | Іран   | вільна боротьба, до 86 кг | Золото |
| Гран-прі Парижа з боротьби 2016                           | Іран   | вільна боротьба, до 86 кг | Золото |
| Турнір Степана Саргісяна 2016                             | Іран   | вільна боротьба, до 86 кг | Золото |
| Клубний чемпіонат світу з боротьби 2016                   | Іран   | команда                   | Срібло |
| Кубок Тахті 2017                                          | Іран   | команда                   | Золото |
| Чемпіонат світу з боротьби серед військовослужбовців 2017 | Іран   | вільна боротьба, до 86 кг | Золото |
| Клубний чемпіонат світу з боротьби 2017                   | Іран   | команда                   | Золото |
| Чемпіонат світу з боротьби серед військовослужбовців 2018 | Іран   | вільна боротьба, до 86 кг | 7      |
| Турнір Г. Картозія і В. Балавадзе 2018                    | Іран   | вільна боротьба, до 92 кг | Бронза |
| Турнір Яшара Догу 2018                                    | Іран   | вільна боротьба, до 92 кг | Срібло |
| Клубний чемпіонат світу з боротьби 2018                   | Іран   | команда                   | Золото |

### Виступи на змаганнях молодших вікових груп
| Змагання                                      | Збірна | Вагова категорія          | Місце  |
| --------------------------------------------- | ------ | ------------------------- | ------ |
| Чемпіонат Азії з боротьби серед кадетів 2010  | Іран   | вільна боротьба, до 76 кг | Золото |
| Чемпіонат Азії з боротьби серед кадетів 2011  | Іран   | вільна боротьба, до 76 кг | Золото |
| Чемпіонат світу з боротьби серед кадетів 2011 | Іран   | вільна боротьба, до 76 кг | Срібло |
| Чемпіонат Азії з боротьби серед юніорів 2013  | Іран   | вільна боротьба, до 84 кг | Золото |
| Чемпіонат світу з боротьби серед юніорів 2014 | Іран   | вільна боротьба, до 84 кг | Золото |